# یوردی کرایف
یوردی کرایف (هلندی: Jordi Cruyff؛ زادهٔ ۹ فوریهٔ ۱۹۷۴) یک بازیکن سابق و مربی فوتبال اهل هلند است.
وی پسر یوهان کرایف،  ستاره‌ی دهه‌ی هفتاد میلادی، بازیکن سابق تیم‌های آژاکس و بارسلونا است. یوردی کرایف همچنین در تیم ملی فوتبال هلند بازی کرده‌است.

## افتخارات
بارسلونا
سوپر جام اسپانیا : ۱۹۹۴

منچستر یونایتد
لیگ برتر  :  ۹۷–۱۹۹۶
جام خیریه :  ۱۹۹۶ ، ۱۹۹۷